# Krigsåret 1701

## Pågående krig
- Spanska tronföljdskriget (1701 - 1714)[1]
  - Frankrike, Bayern, Köln och Mantua på ena sidan
  - Österrike, England, Hannover, Nederländerna, Preussen, Tysk-romerska riket och Savojen på andra sidan

- Stora nordiska kriget (1700 - 1721)[1]
  - Ryssland, Polen-Litauen och kurfurstendömet Sachsen på ena sidan
  - Sverige och Holstein-Gottorp på andra sidan.

## Händelser

### Juli
- 9 - Karl XII segrar över kurfurstendömet Sachsen och Polen-Litauen i övergången vid Düna.

### September
- 5 (SS) - Sverige segrar mot Ryssland i slaget vid Rauge.

### December
- 30 - Rysk seger över Sverige i slaget vid Errastfer.

### Fotnoter
1. 1 2  ”World Statesmen”. http://www.worldstatesmen.org/WARS.html. Läst 28 juni 2011.